# Operador de diferença
Em matemática, um operador de diferença transforma uma função {\displaystyle f(x)} para outra função, {\displaystyle f(x+a)-f(x+b)}.
O operador de diferença anterior
{\displaystyle \Delta f(x)=f(x+1)-f(x)}
ocorre freqüentemente no cálculo de diferenças finitas, onde ele desempenha um papel formalmente similar àquele da derivada, mas utilizado em circunstâncias distintas. As equações de diferença podem freqüentemente serem resolvidas com técnicas muito similares àquelas para resolver equações diferenciais.
Analogamente, existe o operador de diferença posterior
{\displaystyle \nabla f(x)=f(x)-f(x-1).}
Quando restrito às funções polinomiais {\displaystyle f}, o operador de diferença anterior é um operador delta, i.e., um operador linear sobre polinômios que reduz o grau por 1.

## Diferença enésima
A diferença anterior enésima de uma função {\displaystyle f(x)} é dada por
{\displaystyle [\Delta ^{n}f](x)=\sum _{k=0}^{n}{n \choose k}(-1)^{n-k}f(x+k)}
onde {\displaystyle {n \choose k}} é o coeficiente binomial. Diferenças anteriores aplicadas a uma seqüência são algumas vezes chamadas de transformada binomial da seqüência, e, como tal, tem um número de propriedades combinatórias interessantes.
Diferenças anteriores podem ser estimadas usando a integral Nörlund-Rice. A representação  integral para estes tipos de séries é interessante porque o integral pode freqüentemente ser estimado usando expansão assintótica ou técnicas de ponto de sela; para contrastar, a série de diferença anterior pode ser extremamente difícil para estimar numericamente, porque os coeficientes binomiais crescem rapidamente para {\displaystyle n}.

## A série de Newton
A série de Newton ou equação da diferença anterior de Newton, que recebe esse nome devido a Isaac Newton, é o relacionamento
{\displaystyle f(x+a)=\sum _{k=0}^{\infty }{\frac {[\Delta ^{k}f](a)}{k!}}(x)_{k}=\sum _{k=0}^{\infty }{x \choose k}[\Delta ^{k}f](a)}
que serve para qualquer função polinomial {\displaystyle f} e para algumas, mas não todas, as funções analíticas. Aqui,
{\displaystyle {x \choose k}}
é o coeficiente binomial, e
{\displaystyle (x)_{k}=x(x-1)(x-2)\cdots (x-k+1)}
é o "Símbolo de Pochhammer" ou "fatorial menor" e o produto vazio (x)0 definido para ser 1.  Note também a similaridade formal deste resultado com o teorema de Taylor; esta é uma das observações que levam à ideia de cálculo umbral.
Em análise com números p-ádicos, o teorema de Mahler afirma que a suposição que {\displaystyle f} é uma função polinomial pode ser enfraquecida de todos os modos para a suposição que {\displaystyle f} é meramente contínua.
O teorema de Carlson provê as condições necessárias e suficientes para uma série de Newton ser única, se ela existe. Porém, uma série de Newton no geral não existirá.
A série de Newton, junto com a série de Stirling e a série de Selberg, é um caso especial da geral série de diferença, todas quais são definidas em termos de diferenças anteriores escaladas.

## Operador diferenças divididas
Definimos operador diferenças divididas por
{\displaystyle \left\{{\begin{matrix}f[x_{0}]=f(x_{0}),&{\mbox{Ordem 0}}\\f[x_{0},x_{1}]={\frac {f[x_{1}]-f[x_{0}]}{x_{1}-x_{0}}}={\frac {f(x_{1})-f(x_{0})}{x_{1}-x_{0}}}&{\mbox{Ordem 1 }}\\f[x_{0},x_{1},x_{2}]={\frac {f[x_{1},x_{2}]-f[x_{0},x_{1}]}{x_{2}-x_{0}}},&{\mbox{Ordem 2}}\\f[x_{0},x_{1},x_{2},x_{3}]={\frac {f[x_{1},x_{2},x_{3}]-f[x_{0},x_{1},x_{2}]}{x_{3}-x_{0}}},&{\mbox{Ordem 3}}\\\vdots &\\f[x_{0},x_{1},x_{2},\dotsb ,x_{n}]={\frac {f[x_{1},x_{2},\dotsb ,x_{n}]-f[x_{0},x_{1},x_{2},\dotsb ,x_{n-1}]}{x_{n}-x_{0}}},&{\mbox{Ordem n}}\end{matrix}}\right.}
Afirmamos que {\displaystyle f[x_{0},x_{1},x_{2},\dotsb ,x_{k}]} é a diferença dividida de ordem {\displaystyle k} da dada função {\displaystyle f(x_{0})} sobre os {\displaystyle k+1} pontos, distintos e conhecidos: {\displaystyle x_{0},x_{1},x_{2},\dotsb ,x_{k}}.
{\displaystyle {\begin{array}{c|cccccc}x&{\mbox{Ordem 0}}&{\mbox{Ordem 1}}&{\mbox{Ordem 2}}&{\mbox{Ordem 3}}&\dotsb &{\mbox{Ordem n}}\\\hline x_{0}&f[x_{0}]&&&&&\\&&f[x_{0},x_{1}]&&&&\\x_{1}&f[x_{1}]&&f[x_{0},x_{1},x_{2}]&&&\\&&f[x_{1},x_{2}]&&f[x_{0},x_{1},x_{2},x_{3}]&&\\x_{2}&f[x_{2}]&&f[x_{1},x_{2},x_{3}]&&&\\&&f[x_{2},x_{3}]&&f[x_{1},x_{2},x_{3},x_{4}]&&\\x_{3}&f[x_{3}]&&f[x_{2},x_{3},x_{4}]&&&f[x_{0},x_{1},x_{2},\dotsb ,x_{n}]\\&&f[x_{3},x_{4}]&&\vdots &&\\x_{4}&f[x_{4}]&&\vdots &&&\\&&&&f[x_{n-3},x_{n-2},x_{n-1},x_{n}]&&\\\vdots &\vdots &&f[x_{n-2},x_{n-1},x_{n}]&&&\\&&f[x_{n-1},x_{n}]&&&&\\x_{n}&f[x_{n}]&&&&&\end{array}}}

### Exemplo
{\displaystyle {\begin{array}{c|ccccc}x&-1&0&1&2&3\\\hline f(x)&1&1&0&-1&-2\end{array}}}
A diferença dividida é:
{\displaystyle {\begin{array}{c|cccccc}x&{\mbox{Ordem 0}}&{\mbox{Ordem 1}}&{\mbox{Ordem 2}}&{\mbox{Ordem 3}}&{\mbox{Ordem 4}}\\\hline -1&1&&&&\\&&0&&&\\0&1&&-{\frac {1}{2}}&&\\&&-1&&{\frac {1}{6}}&\\1&0&&0&&-{\frac {1}{24}}\\&&-1&&0&\\2&-1&&0&&\\&&-1&&&\\3&-2&&&&\end{array}}}
Como Obtemos esses valores
{\displaystyle f[x_{0},x_{1}]={\frac {f[x_{1}]-f[x_{0}]}{x_{1}-x_{0}}}={\frac {1-1}{0-(-1)}}=0}
{\displaystyle f[x_{1},x_{2}]={\frac {f[x_{2}]-f[x_{1}]}{x_{2}-x_{1}}}={\frac {0-1}{1-0}}=-1}
{\displaystyle \vdots }
{\displaystyle f[x_{0},x_{1},x_{2}]={\frac {f[x_{1},x_{2}]-f[x_{0},x_{1}]}{x_{2}-x_{0}}}={\frac {-1-0}{1-(-1)}}={\frac {-1}{2}}}
{\displaystyle f[x_{1},x_{2},x_{3}]={\frac {f[x_{2},x_{3}]-f[x_{1},x_{2}]}{x_{3}-x_{1}}}={\frac {-1-(-1)}{2-0}}=0}
{\displaystyle \vdots }
{\displaystyle f[x_{0},x_{1},x_{2},x_{3}]={\frac {f[x_{1},x_{2},x_{3}]-f[x_{0},x_{1},x_{2}]}{x_{3}-x_{0}}}={\frac {0-({\frac {-1}{2}})}{2-(-1)}}={\frac {1}{6}}}